# (19599) Brycemelton
(19599) Brycemelton (1999 NX40) – planetoida z grupy pasa głównego asteroid okrążająca Słońce w ciągu 3,92 lat w średniej odległości 2,49 j.a. Odkryta 14 lipca 1999 roku.